# Строгіно (станція метро)
55°48′14″ пн. ш. 37°24′10″ сх. д. / 55.80389° пн. ш. 37.40278° сх. д.
«Строгіно» (рос. Строгино) — 176-а станція Московського метрополітену, розташована на Арбатсько-Покровській лінії між станціями «Крилатське» і «М'якініно». Відкрита 7 січня 2008 у складі дільниці «Парк Перемоги»—«Строгіно». Названа по однойменному району Москви.

## Оздоблення
На склепінні станції розміщені ніші у вигляді крапель, які балками поділені на дрібніші сегменти, в яких розташовуються світильники. Склепіння пофарбовано у білий колір, підлога викладена світло-сірим гранітом, а колійні стіни оформлені темно-сірим і чорним гранітом. На пероні встановлені стрілоподібні лави з цінних порід дерева зі вставками з нержавіючої сталі.
Через деякий час після відкриття станції частина перегорілих ламп була замінена на нові, їх світло мав інший відтінок, що псувало вид станції. У листопаді 2009 року всі лампи були замінені, в результаті чого світ став рівномірним.

## Технічна характеристика
Конструкція станції — односклепінна мілкого закладення (глибина закладення — 8 м). Довжина платформи — 162 метра, ширина — 12 метрів, висота склепіння — 5,5 метрів.

## Колійний розвиток
Колійний розвиток станції — 6 стрілочних переводів, перехресний з'їзд і 2 станційних колії для обороту та відстою рухомого складу. У оборотних тупиках розташований пункт технічного огляду.

## Вестибюлі
Станція розташована в самому центрі однойменного району, в зоні масової житлової забудови і має два вестибюлі, виходи з яких розташовані по обидві сторони Строгінського бульвару.

## Ресурси Інтернету
- Строгіно на сайті Артемія Лебедєва [Архівовано 18 лютого 2014 у Wayback Machine.](рос.)
- Строгіно на офіційному сайті Московського метрополітену(рос.)
- ВАТ «Метрогіпротранс» о станції «Строгіно» (відео)[недоступне посилання з травня 2019] (відео)(рос.)
- Пробний потяг на станції «Строгіно» [Архівовано 2 лютого 2014 у Wayback Machine.] (фоторепортаж)] (рос.)
- «Строгіно»: урочистий пуск! [Архівовано 2 лютого 2014 у Wayback Machine.] (фоторепортаж)(рос.)
- Строгіно у блозі «MetroDream by Russos» [Архівовано 23 березня 2022 у Wayback Machine.](рос.)
- Обговорення станції на форумі району Строгіно [Архівовано 2 лютого 2014 у Wayback Machine.](рос.)
- Про подібність зі станцією «Аламеда» (Валенсія) [Архівовано 2 лютого 2014 у Wayback Machine.](рос.)
- фотографії станції Строгіно у фотогалереї метрополітенів СНД (рос.)

| Попередня станція | Лінія | Лінія                      | Лінія | Наступна станція |
| ----------------- | ----- | -------------------------- | ----- | ---------------- |
| Крилатське        |       | Арбатсько-Покровська лінія |       | М'якініно        |